# Algernon Percy, 1:e earl av Beverley

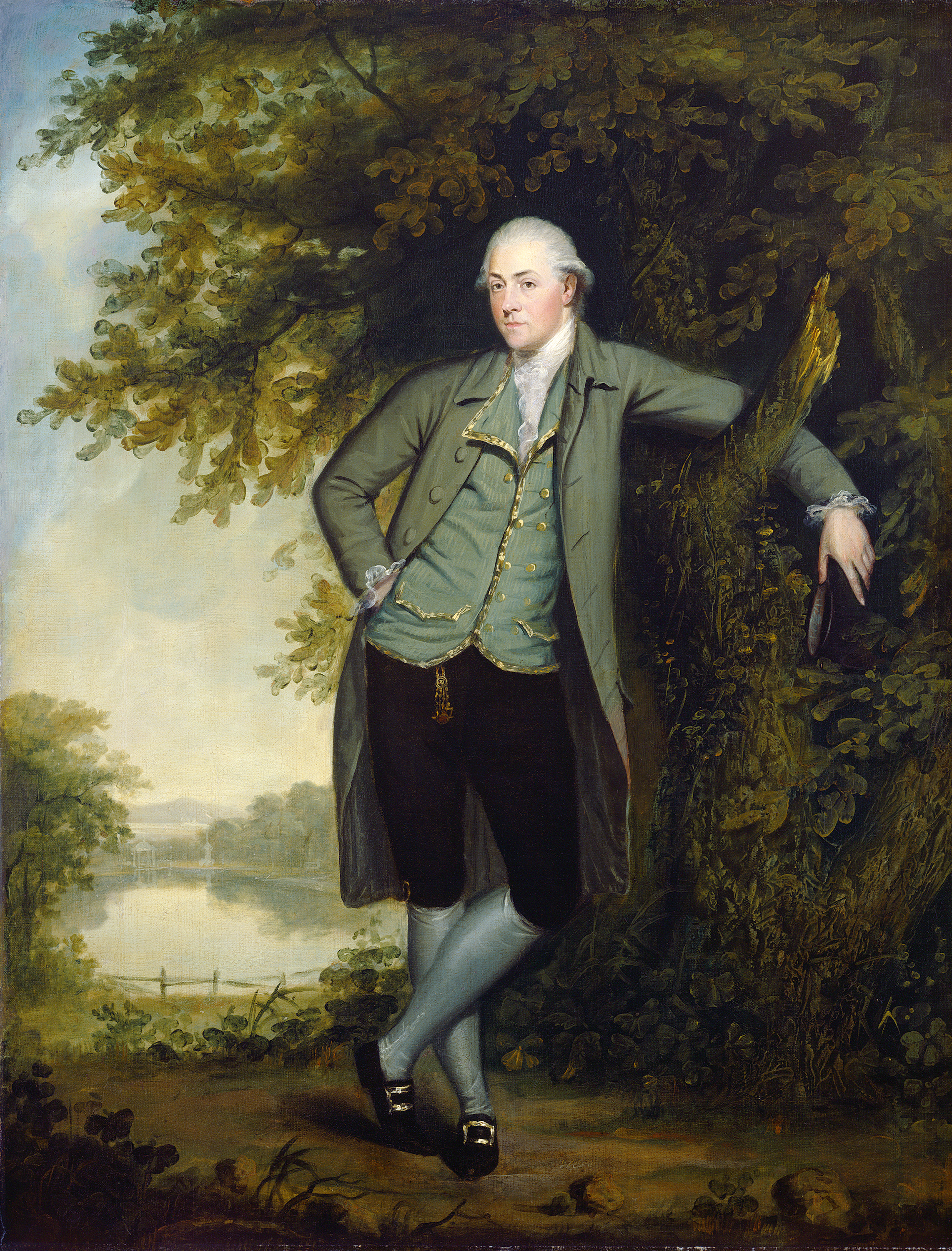
Lord Algernon Percy

Algernon Percy, 1:e earl av Beverley född som Lord Algernon Percy den 21 januari 1749 i London, död den 21 oktober 1830 i Le Mans, var en brittisk ädling och parlamentsledamot. 
Algernon Percy var satt i underhuset som tory 1776-1785, tills han ärvde en adelstitel, och var ledamot av Society of Antiquaries från 1820. 
Han var son till Hugh Percy, 1:e hertig av Northumberland och gift 1775 med Susan Isabella Burrell (1750-1812).

## Barn
- Charlotte Percy (1776–1862), gift med George Ashburnham, 3:e earl av Ashburnham
- George Percy, 5:e hertig av Northumberland (1778–1867)
- Hugh Percy, biskop av Carlisle (1784–1856) gift 1:o 1806 med Mary Manners-Sutton, gift 2:o 1840 med Mary Hope Johnstone
- Josceline Percy, viceamiral (1784–1856), gift 1820 med Sophia Elizabeth Walhouse
- Henry Percy, överstelöjtnant, (1785–1825)
- Lady Emily Charlotte Percy (1787–1877), gift med Andrew Mortimer Drummond
- Charles Percy (1794–1870), gift 1822 med Anne Caroline Greatheed